# Liste des sénateurs des États-Unis pour le Missouri
Cet article dresse la liste des membres du Sénat des États-Unis élus de l'État du Missouri depuis son admission dans l'Union le 10 août 1821.

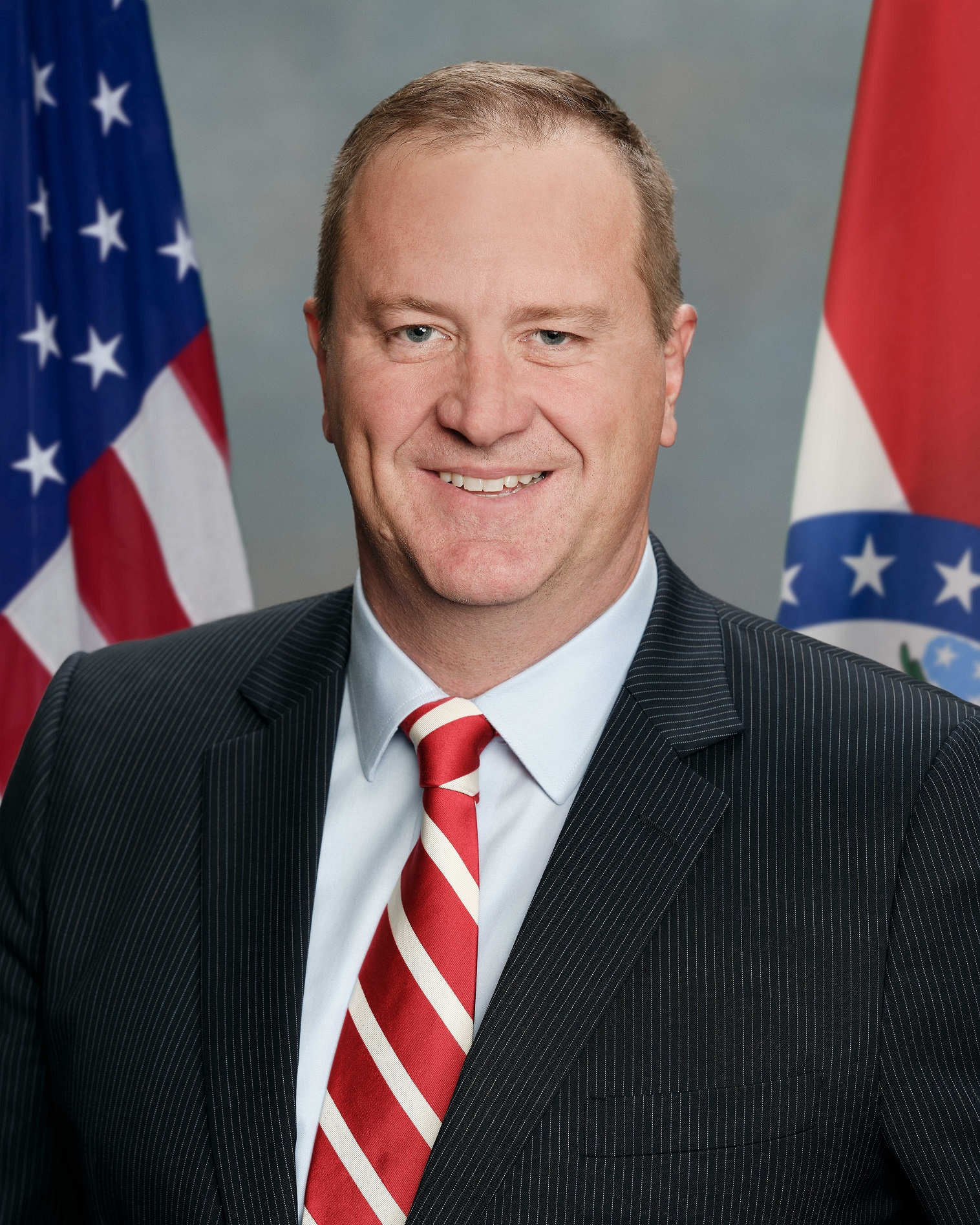
Eric Schmitt (R), sénateur depuis 2023.
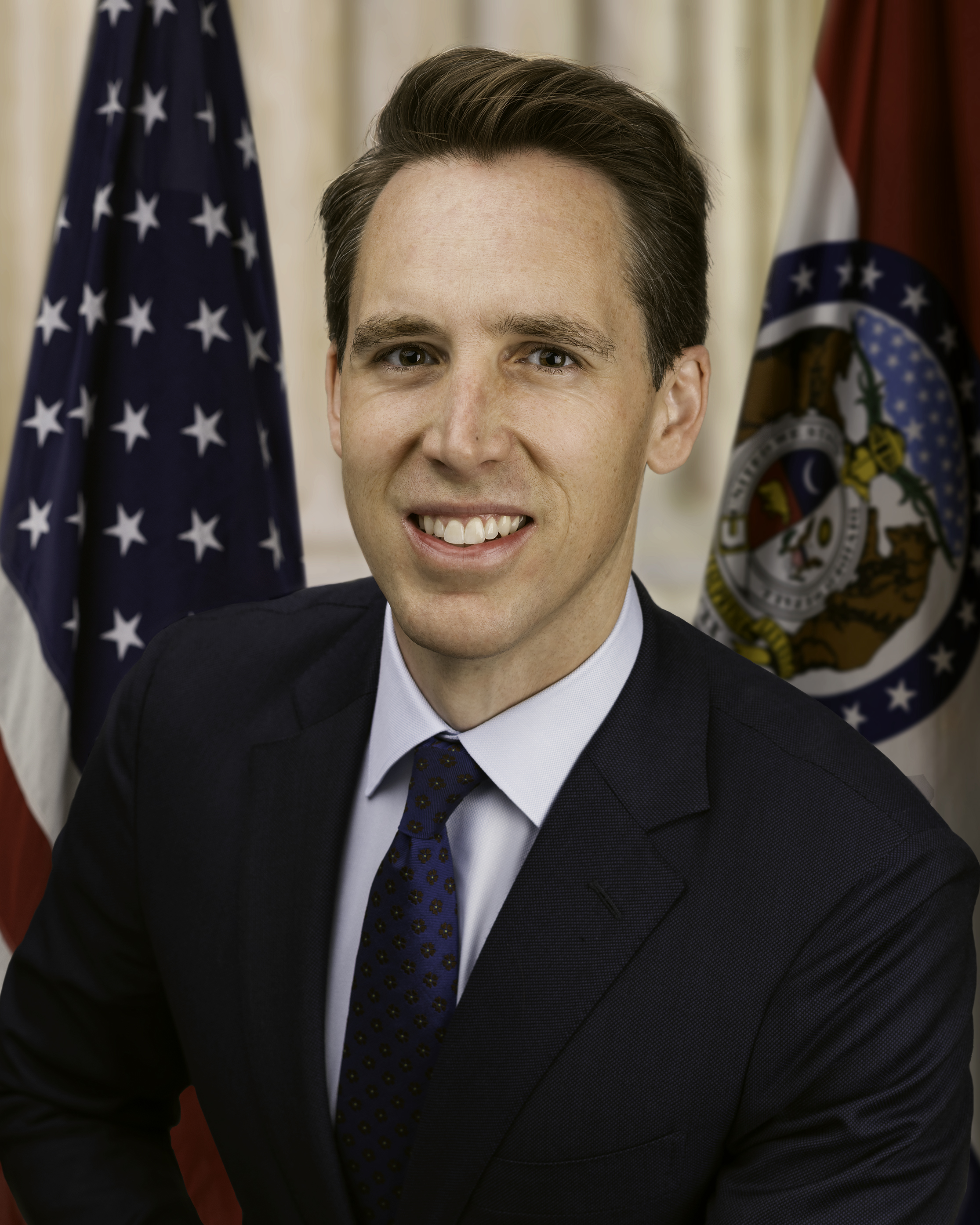
Josh Hawley (R), sénateur depuis 2019.

## Élections
Les deux sénateurs sont élus au suffrage universel direct pour un mandat de six ans. Les prochaines élections auront lieu en novembre 2024 pour le siège de la classe I et en novembre 2022 pour le siège de la classe III.

## Liste des sénateurs
| Sénateur de classe I                                                                                   | Sénateur de classe I                                                              | Sénateur de classe I                                         | Congrès                                                         | Sénateur de classe III                                       | Sénateur de classe III                                              | Sénateur de classe III |
| --- | --------------------------------------------------------------------------------- | ------------------------------------------------------------ | --------------------------------------------------------------- | ------------------------------------------------------------ | ------------------------------------------------------------------- | ---------------------- |
| | Thomas Hart Benton (républicain-démocrate puis jacksonien (en) puis démocrate)    |                                                              | 17e (1821-1823)                                                 |                                                              | David Barton (en) (républicain-démocrate puis national-républicain) |                        |
| 18e (1823-1825)                                                                                        | Thomas Hart Benton (républicain-démocrate puis jacksonien (en) puis démocrate)    |                                                              |                                                                 |                                                              | David Barton (en) (républicain-démocrate puis national-républicain) |                        |
| | Thomas Hart Benton (républicain-démocrate puis jacksonien (en) puis démocrate)    | 19e (1825-1827)                                              |                                                                 |                                                              | David Barton (en) (républicain-démocrate puis national-républicain) |                        |
| 20e (1827-1829)                                                                                        | Thomas Hart Benton (républicain-démocrate puis jacksonien (en) puis démocrate)    |                                                              |                                                                 |                                                              | David Barton (en) (républicain-démocrate puis national-républicain) |                        |
| 21e (1829-1831)                                                                                        | Thomas Hart Benton (républicain-démocrate puis jacksonien (en) puis démocrate)    |                                                              |                                                                 |                                                              | David Barton (en) (républicain-démocrate puis national-républicain) |                        |
| 22e (1831-1833)                                                                                        | Thomas Hart Benton (républicain-démocrate puis jacksonien (en) puis démocrate)    |                                                              | Alexander Buckner (en) (jacksonien (en))                        |                                                              |                                                                     |                        |
| 23e (1833)                                                                                             | Thomas Hart Benton (républicain-démocrate puis jacksonien (en) puis démocrate)    |                                                              | Alexander Buckner (en) (jacksonien (en))                        |                                                              |                                                                     |                        |
| 23e (1833-1835)                                                                                        | Thomas Hart Benton (républicain-démocrate puis jacksonien (en) puis démocrate)    |                                                              | Lewis F. Linn (en) (jacksonien (en) puis démocrate)             |                                                              |                                                                     |                        |
| 24e (1835-1837)                                                                                        | Thomas Hart Benton (républicain-démocrate puis jacksonien (en) puis démocrate)    |                                                              | Lewis F. Linn (en) (jacksonien (en) puis démocrate)             |                                                              |                                                                     |                        |
| 25e (1837-1839)                                                                                        | Thomas Hart Benton (républicain-démocrate puis jacksonien (en) puis démocrate)    |                                                              | Lewis F. Linn (en) (jacksonien (en) puis démocrate)             |                                                              |                                                                     |                        |
| 26e (1839-1841)                                                                                        | Thomas Hart Benton (républicain-démocrate puis jacksonien (en) puis démocrate)    |                                                              | Lewis F. Linn (en) (jacksonien (en) puis démocrate)             |                                                              |                                                                     |                        |
| 27e (1841-1843)                                                                                        | Thomas Hart Benton (républicain-démocrate puis jacksonien (en) puis démocrate)    |                                                              | Lewis F. Linn (en) (jacksonien (en) puis démocrate)             |                                                              |                                                                     |                        |
| 28e (1843)                                                                                             | Thomas Hart Benton (républicain-démocrate puis jacksonien (en) puis démocrate)    |                                                              | Lewis F. Linn (en) (jacksonien (en) puis démocrate)             |                                                              |                                                                     |                        |
| 28e (1843-1845)                                                                                        | Thomas Hart Benton (républicain-démocrate puis jacksonien (en) puis démocrate)    |                                                              | David Rice Atchison (démocrate)                                 |                                                              |                                                                     |                        |
| 29e (1845-1847)                                                                                        | Thomas Hart Benton (républicain-démocrate puis jacksonien (en) puis démocrate)    |                                                              | David Rice Atchison (démocrate)                                 |                                                              |                                                                     |                        |
| 30e (1847-1849)                                                                                        | Thomas Hart Benton (républicain-démocrate puis jacksonien (en) puis démocrate)    |                                                              | David Rice Atchison (démocrate)                                 |                                                              |                                                                     |                        |
| 31e (1849-1851)                                                                                        | Thomas Hart Benton (républicain-démocrate puis jacksonien (en) puis démocrate)    |                                                              | David Rice Atchison (démocrate)                                 |                                                              |                                                                     |                        |
| | Henry S. Geyer (en) (whig)                                                        |                                                              | David Rice Atchison (démocrate)                                 | 32e (1851-1853)                                              |                                                                     |                        |
| 33e (1853-1855)                                                                                        | Henry S. Geyer (en) (whig)                                                        |                                                              | David Rice Atchison (démocrate)                                 |                                                              |                                                                     |                        |
| 34e (1855-1857)                                                                                        | Henry S. Geyer (en) (whig)                                                        | L'Assemblée générale du Missouri échoue à élire un sénateur. | L'Assemblée générale du Missouri échoue à élire un sénateur.    | L'Assemblée générale du Missouri échoue à élire un sénateur. |                                                                     |                        |
| 34e (1857)                                                                                             | Henry S. Geyer (en) (whig)                                                        |                                                              | James S. Green (en) (démocrate)                                 |                                                              |                                                                     |                        |
| | Trusten Polk (en) (démocrate)                                                     |                                                              | James S. Green (en) (démocrate)                                 | 35e (1857-1859)                                              |                                                                     |                        |
| 36e (1859-1861)                                                                                        | Trusten Polk (en) (démocrate)                                                     |                                                              | James S. Green (en) (démocrate)                                 |                                                              |                                                                     |                        |
| 37e (1861-1862)                                                                                        | Trusten Polk (en) (démocrate)                                                     |                                                              | Waldo P. Johnson (en) (démocrate)                               |                                                              |                                                                     |                        |
| Les deux sénateurs du Missouri sont exclus du Sénat pour leur soutien aux États confédérés d'Amérique. |                                                                                   |                                                              |                                                                 |                                                              |                                                                     |                        |
| | John B. Henderson (unioniste puis unioniste inconditionnel (en) puis républicain) |                                                              | 37e (1862-1863)                                                 |                                                              | Robert Wilson (en) (unioniste puis unioniste inconditionnel (en))   |                        |
| 38e (1863)                                                                                             | John B. Henderson (unioniste puis unioniste inconditionnel (en) puis républicain) |                                                              |                                                                 |                                                              | Robert Wilson (en) (unioniste puis unioniste inconditionnel (en))   |                        |
| 38e (1863-1865)                                                                                        | John B. Henderson (unioniste puis unioniste inconditionnel (en) puis républicain) |                                                              | B. Gratz Brown (unioniste inconditionnel (en) puis républicain) |                                                              |                                                                     |                        |
| | John B. Henderson (unioniste puis unioniste inconditionnel (en) puis républicain) | 39e (1865-1867)                                              | B. Gratz Brown (unioniste inconditionnel (en) puis républicain) |                                                              |                                                                     |                        |
| 40e (1867-1869)                                                                                        | John B. Henderson (unioniste puis unioniste inconditionnel (en) puis républicain) |                                                              | Charles D. Drake (en) (républicain)                             |                                                              |                                                                     |                        |
| | Carl Schurz (républicain)                                                         |                                                              | Charles D. Drake (en) (républicain)                             | 41e (1869-1870)                                              |                                                                     |                        |
| 41e (1870-1871)                                                                                        | Carl Schurz (républicain)                                                         |                                                              | Daniel T. Jewett (en) (républicain)                             |                                                              |                                                                     |                        |
| 41e (1871)                                                                                             | Carl Schurz (républicain)                                                         |                                                              | Francis Preston Blair Jr. (démocrate)                           |                                                              |                                                                     |                        |
| 42e (1871-1873)                                                                                        | Carl Schurz (républicain)                                                         |                                                              | Francis Preston Blair Jr. (démocrate)                           |                                                              |                                                                     |                        |
| 43e (1873-1875)                                                                                        | Carl Schurz (républicain)                                                         |                                                              | Lewis V. Bogy (en) (démocrate)                                  |                                                              |                                                                     |                        |
| | Francis Cockrell (en) (démocrate)                                                 |                                                              | Lewis V. Bogy (en) (démocrate)                                  | 44e (1875-1877)                                              |                                                                     |                        |
| 45e (1877)                                                                                             | Francis Cockrell (en) (démocrate)                                                 |                                                              | Lewis V. Bogy (en) (démocrate)                                  |                                                              |                                                                     |                        |
| 45e (1877-1879)                                                                                        | Francis Cockrell (en) (démocrate)                                                 |                                                              | David H. Armstrong (en) (démocrate)                             |                                                              |                                                                     |                        |
| 45e (1879)                                                                                             | Francis Cockrell (en) (démocrate)                                                 |                                                              | James Shields (démocrate)                                       |                                                              |                                                                     |                        |
| 46e (1879-1881)                                                                                        | Francis Cockrell (en) (démocrate)                                                 |                                                              | George G. Vest (démocrate)                                      |                                                              |                                                                     |                        |
| 47e (1881-1883)                                                                                        | Francis Cockrell (en) (démocrate)                                                 |                                                              | George G. Vest (démocrate)                                      |                                                              |                                                                     |                        |
| 48e (1883-1885)                                                                                        | Francis Cockrell (en) (démocrate)                                                 |                                                              | George G. Vest (démocrate)                                      |                                                              |                                                                     |                        |
| 49e (1885-1887)                                                                                        | Francis Cockrell (en) (démocrate)                                                 |                                                              | George G. Vest (démocrate)                                      |                                                              |                                                                     |                        |
| 50e (1887-1889)                                                                                        | Francis Cockrell (en) (démocrate)                                                 |                                                              | George G. Vest (démocrate)                                      |                                                              |                                                                     |                        |
| 51e (1889-1891)                                                                                        | Francis Cockrell (en) (démocrate)                                                 |                                                              | George G. Vest (démocrate)                                      |                                                              |                                                                     |                        |
| 52e (1891-1893)                                                                                        | Francis Cockrell (en) (démocrate)                                                 |                                                              | George G. Vest (démocrate)                                      |                                                              |                                                                     |                        |
| 53e (1893-1895)                                                                                        | Francis Cockrell (en) (démocrate)                                                 |                                                              | George G. Vest (démocrate)                                      |                                                              |                                                                     |                        |
| 54e (1895-1897)                                                                                        | Francis Cockrell (en) (démocrate)                                                 |                                                              | George G. Vest (démocrate)                                      |                                                              |                                                                     |                        |
| 55e (1897-1899)                                                                                        | Francis Cockrell (en) (démocrate)                                                 |                                                              | George G. Vest (démocrate)                                      |                                                              |                                                                     |                        |
| 56e (1899-1901)                                                                                        | Francis Cockrell (en) (démocrate)                                                 |                                                              | George G. Vest (démocrate)                                      |                                                              |                                                                     |                        |
| 57e (1901-1903)                                                                                        | Francis Cockrell (en) (démocrate)                                                 |                                                              | George G. Vest (démocrate)                                      |                                                              |                                                                     |                        |
| 58e (1903-1905)                                                                                        | Francis Cockrell (en) (démocrate)                                                 |                                                              | William J. Stone (en) (démocrate)                               |                                                              |                                                                     |                        |
| | William Warner (en) (républicain)                                                 |                                                              | William J. Stone (en) (démocrate)                               | 59e (1905-1907)                                              |                                                                     |                        |
| 60e (1907-1909)                                                                                        | William Warner (en) (républicain)                                                 |                                                              | William J. Stone (en) (démocrate)                               |                                                              |                                                                     |                        |
| 61e (1909-1911)                                                                                        | William Warner (en) (républicain)                                                 |                                                              | William J. Stone (en) (démocrate)                               |                                                              |                                                                     |                        |
| | James A. Reed (en) (démocrate)                                                    |                                                              | William J. Stone (en) (démocrate)                               | 62e (1911-1913)                                              |                                                                     |                        |
| 63e (1913-1915)                                                                                        | James A. Reed (en) (démocrate)                                                    |                                                              | William J. Stone (en) (démocrate)                               |                                                              |                                                                     |                        |
| 64e (1915-1917)                                                                                        | James A. Reed (en) (démocrate)                                                    |                                                              | William J. Stone (en) (démocrate)                               |                                                              |                                                                     |                        |
| 65e (1917-1918)                                                                                        | James A. Reed (en) (démocrate)                                                    |                                                              | William J. Stone (en) (démocrate)                               |                                                              |                                                                     |                        |
| 65e (1918)                                                                                             | James A. Reed (en) (démocrate)                                                    |                                                              | Xenophon P. Wilfley (en) (démocrate)                            |                                                              |                                                                     |                        |
| 65e (1918-1919)                                                                                        | James A. Reed (en) (démocrate)                                                    |                                                              | Selden P. Spencer (en) (républicain)                            |                                                              |                                                                     |                        |
| 66e (1919-1921)                                                                                        | James A. Reed (en) (démocrate)                                                    |                                                              | Selden P. Spencer (en) (républicain)                            |                                                              |                                                                     |                        |
| 67e (1921-1923)                                                                                        | James A. Reed (en) (démocrate)                                                    |                                                              | Selden P. Spencer (en) (républicain)                            |                                                              |                                                                     |                        |
| 68e (1923-1925)                                                                                        | James A. Reed (en) (démocrate)                                                    |                                                              | Selden P. Spencer (en) (républicain)                            |                                                              |                                                                     |                        |
| 69e (1925)                                                                                             | James A. Reed (en) (démocrate)                                                    |                                                              | Selden P. Spencer (en) (républicain)                            |                                                              |                                                                     |                        |
| 69e (1925-1926)                                                                                        | James A. Reed (en) (démocrate)                                                    |                                                              | George H. Williams (en) (républicain)                           |                                                              |                                                                     |                        |
| 69e (1926-1927)                                                                                        | James A. Reed (en) (démocrate)                                                    |                                                              | Harry B. Hawes (en) (démocrate)                                 |                                                              |                                                                     |                        |
| 70e (1927-1929)                                                                                        | James A. Reed (en) (démocrate)                                                    |                                                              | Harry B. Hawes (en) (démocrate)                                 |                                                              |                                                                     |                        |
| | Roscoe C. Patterson (en) (républicain)                                            |                                                              | Harry B. Hawes (en) (démocrate)                                 | 71e (1929-1931)                                              |                                                                     |                        |
| 72e (1931-1933)                                                                                        | Roscoe C. Patterson (en) (républicain)                                            |                                                              | Harry B. Hawes (en) (démocrate)                                 |                                                              |                                                                     |                        |
| 72e (1933)                                                                                             | Roscoe C. Patterson (en) (républicain)                                            |                                                              | Joel B. Clark (en) (démocrate)                                  |                                                              |                                                                     |                        |
| 73e (1933-1935)                                                                                        | Roscoe C. Patterson (en) (républicain)                                            |                                                              | Joel B. Clark (en) (démocrate)                                  |                                                              |                                                                     |                        |
| | Harry S. Truman (démocrate)                                                       |                                                              | Joel B. Clark (en) (démocrate)                                  | 74e (1935-1937)                                              |                                                                     |                        |
| 75e (1937-1939)                                                                                        | Harry S. Truman (démocrate)                                                       |                                                              | Joel B. Clark (en) (démocrate)                                  |                                                              |                                                                     |                        |
| 76e (1939-1941)                                                                                        | Harry S. Truman (démocrate)                                                       |                                                              | Joel B. Clark (en) (démocrate)                                  |                                                              |                                                                     |                        |
| 77e (1941-1943)                                                                                        | Harry S. Truman (démocrate)                                                       |                                                              | Joel B. Clark (en) (démocrate)                                  |                                                              |                                                                     |                        |
| 78e (1943-1945)                                                                                        | Harry S. Truman (démocrate)                                                       |                                                              | Joel B. Clark (en) (démocrate)                                  |                                                              |                                                                     |                        |
| 79e (1945)                                                                                             | Harry S. Truman (démocrate)                                                       |                                                              | Forrest C. Donnell (en) (républicain)                           |                                                              |                                                                     |                        |
| | Frank P. Briggs (en) (démocrate)                                                  |                                                              | Forrest C. Donnell (en) (républicain)                           | 79e (1945-1947)                                              |                                                                     |                        |
| | James P. Kem (en) (républicain)                                                   |                                                              | Forrest C. Donnell (en) (républicain)                           | 80e (1947-1949)                                              |                                                                     |                        |
| 81e (1949-1951)                                                                                        | James P. Kem (en) (républicain)                                                   |                                                              | Forrest C. Donnell (en) (républicain)                           |                                                              |                                                                     |                        |
| 82e (1951-1953)                                                                                        | James P. Kem (en) (républicain)                                                   |                                                              | Thomas C. Hennings Jr. (en) (démocrate)                         |                                                              |                                                                     |                        |
| | Stuart Symington (démocrate)                                                      |                                                              | Thomas C. Hennings Jr. (en) (démocrate)                         | 83e (1953-1955)                                              |                                                                     |                        |
| 84e (1955-1957)                                                                                        | Stuart Symington (démocrate)                                                      |                                                              | Thomas C. Hennings Jr. (en) (démocrate)                         |                                                              |                                                                     |                        |
| 85e (1957-1959)                                                                                        | Stuart Symington (démocrate)                                                      |                                                              | Thomas C. Hennings Jr. (en) (démocrate)                         |                                                              |                                                                     |                        |
| 86e (1959-1960)                                                                                        | Stuart Symington (démocrate)                                                      |                                                              | Thomas C. Hennings Jr. (en) (démocrate)                         |                                                              |                                                                     |                        |
| 86e (1960-1961)                                                                                        | Stuart Symington (démocrate)                                                      |                                                              | Edward V. Long (en) (démocrate)                                 |                                                              |                                                                     |                        |
| 87e (1961-1963)                                                                                        | Stuart Symington (démocrate)                                                      |                                                              | Edward V. Long (en) (démocrate)                                 |                                                              |                                                                     |                        |
| 88e (1963-1965)                                                                                        | Stuart Symington (démocrate)                                                      |                                                              | Edward V. Long (en) (démocrate)                                 |                                                              |                                                                     |                        |
| 89e (1965-1967)                                                                                        | Stuart Symington (démocrate)                                                      |                                                              | Edward V. Long (en) (démocrate)                                 |                                                              |                                                                     |                        |
| 90e (1967-1968)                                                                                        | Stuart Symington (démocrate)                                                      |                                                              | Edward V. Long (en) (démocrate)                                 |                                                              |                                                                     |                        |
| 90e (1968-1969)                                                                                        | Stuart Symington (démocrate)                                                      |                                                              | Thomas Eagleton (démocrate)                                     |                                                              |                                                                     |                        |
| 91e (1969-1971)                                                                                        | Stuart Symington (démocrate)                                                      |                                                              | Thomas Eagleton (démocrate)                                     |                                                              |                                                                     |                        |
| 92e (1971-1973)                                                                                        | Stuart Symington (démocrate)                                                      |                                                              | Thomas Eagleton (démocrate)                                     |                                                              |                                                                     |                        |
| 93e (1973-1975)                                                                                        | Stuart Symington (démocrate)                                                      |                                                              | Thomas Eagleton (démocrate)                                     |                                                              |                                                                     |                        |
| 94e (1975-1976)                                                                                        | Stuart Symington (démocrate)                                                      |                                                              | Thomas Eagleton (démocrate)                                     |                                                              |                                                                     |                        |
| | John Danforth (républicain)                                                       |                                                              | Thomas Eagleton (démocrate)                                     | 94e (1976-1977)                                              |                                                                     |                        |
| 95e (1977-1979)                                                                                        | John Danforth (républicain)                                                       |                                                              | Thomas Eagleton (démocrate)                                     |                                                              |                                                                     |                        |
| 96e (1979-1981)                                                                                        | John Danforth (républicain)                                                       |                                                              | Thomas Eagleton (démocrate)                                     |                                                              |                                                                     |                        |
| 97e (1981-1983)                                                                                        | John Danforth (républicain)                                                       |                                                              | Thomas Eagleton (démocrate)                                     |                                                              |                                                                     |                        |
| 98e (1983-1985)                                                                                        | John Danforth (républicain)                                                       |                                                              | Thomas Eagleton (démocrate)                                     |                                                              |                                                                     |                        |
| 99e (1985-1987)                                                                                        | John Danforth (républicain)                                                       |                                                              | Thomas Eagleton (démocrate)                                     |                                                              |                                                                     |                        |
| 100e (1987-1989)                                                                                       | John Danforth (républicain)                                                       |                                                              | Kit Bond (républicain)                                          |                                                              |                                                                     |                        |
| 101e (1989-1991)                                                                                       | John Danforth (républicain)                                                       |                                                              | Kit Bond (républicain)                                          |                                                              |                                                                     |                        |
| 102e (1991-1993)                                                                                       | John Danforth (républicain)                                                       |                                                              | Kit Bond (républicain)                                          |                                                              |                                                                     |                        |
| 103e (1993-1995)                                                                                       | John Danforth (républicain)                                                       |                                                              | Kit Bond (républicain)                                          |                                                              |                                                                     |                        |
| | John Ashcroft (républicain)                                                       |                                                              | Kit Bond (républicain)                                          | 104e (1995-1997)                                             |                                                                     |                        |
| 105e (1997-1999)                                                                                       | John Ashcroft (républicain)                                                       |                                                              | Kit Bond (républicain)                                          |                                                              |                                                                     |                        |
| 106e (1999-2001)                                                                                       | John Ashcroft (républicain)                                                       |                                                              | Kit Bond (républicain)                                          |                                                              |                                                                     |                        |
| | Jean Carnahan (démocrate)                                                         |                                                              | Kit Bond (républicain)                                          | 107e (2001-2002)                                             |                                                                     |                        |
| | Jim Talent (républicain)                                                          |                                                              | Kit Bond (républicain)                                          | 107e (2002-2003)                                             |                                                                     |                        |
| 108e (2003-2005)                                                                                       | Jim Talent (républicain)                                                          |                                                              | Kit Bond (républicain)                                          |                                                              |                                                                     |                        |
| 109e (2005-2007)                                                                                       | Jim Talent (républicain)                                                          |                                                              | Kit Bond (républicain)                                          |                                                              |                                                                     |                        |
| | Claire McCaskill (démocrate)                                                      |                                                              | Kit Bond (républicain)                                          | 110e (2007-2009)                                             |                                                                     |                        |
| 111e (2009-2011)                                                                                       | Claire McCaskill (démocrate)                                                      |                                                              | Kit Bond (républicain)                                          |                                                              |                                                                     |                        |
| 112e (2011-2013)                                                                                       | Claire McCaskill (démocrate)                                                      |                                                              | Roy Blunt (républicain)                                         |                                                              |                                                                     |                        |
| 113e (2013-2015)                                                                                       | Claire McCaskill (démocrate)                                                      |                                                              | Roy Blunt (républicain)                                         |                                                              |                                                                     |                        |
| 114e (2015-2017)                                                                                       | Claire McCaskill (démocrate)                                                      |                                                              | Roy Blunt (républicain)                                         |                                                              |                                                                     |                        |
| 115e (2017-2019)                                                                                       | Claire McCaskill (démocrate)                                                      |                                                              | Roy Blunt (républicain)                                         |                                                              |                                                                     |                        |
| | Josh Hawley (républicain)                                                         |                                                              | Roy Blunt (républicain)                                         | 116e (2019-2021)                                             |                                                                     |                        |
| 117e (2021-2023)                                                                                       | Josh Hawley (républicain)                                                         |                                                              | Roy Blunt (républicain)                                         |                                                              |                                                                     |                        |
| 118e (2023-2025)                                                                                       | Josh Hawley (républicain)                                                         |                                                              | Eric Schmitt (républicain)                                      |                                                              |                                                                     |                        |
| 119e (2025-2027)                                                                                       | Josh Hawley (républicain)                                                         |                                                              | Eric Schmitt (républicain)                                      |                                                              |                                                                     |                        |